# Phygopoda ingae
Phygopoda ingae är en skalbaggsart som beskrevs av Peñaherrera och Tavakilian 2004. Phygopoda ingae ingår i släktet Phygopoda och familjen långhorningar. Inga underarter finns listade i Catalogue of Life.